# Princesa Xahrazad
Princesa Xahrazad (en francès: Princesse Shéhérazade) fou una sèrie d'animació francesa emesa del 1996 al 1999 pel canal francès France 2 i posteriorment reemesa el 2008 al canal France 5. Va comptar amb la participació del Centre Nacional de la Cinématographie i el suport de Région Poitou Charentes. La careta d'entrada va ser feta per Gérard Pullicino i en la seva versió original va ser cantada per Amina Annabi.
A Catalunya va arribar doblada al català de la mà del Club Super3 el 10 d'abril del 2000.

## Sinopsi
En Till és un geni jove i entremaliat que pot transformar-se en tota mena d'animals i objectes. Està presoner dins un prisma de cristall fins que en una estranya nit estrellada coneix la princesa Xahrazad, qui l'allibera. Des d'aquell moment, en Till i la Xahrazad es tornen amics inseparables i junts viuen aventures arreu del planeta. Pel camí, la princesa Xahrazad coneix el seu príncep blau, en Nour, amb qui va a viure trepidants aventures en terres llunyanes i estranyes. En Till, fidel amic seu i còmplice dels poders sobrenaturals, l'acompanya en totes les seves peripècies.
Aquestes aventures estan inspirades en els contes, antologies i llegendes fantàstiques del món oriental, en especial els de les Mil i una nits, antologia a qui la princesa deu el seu nom. La sèrie dona un tractament modern d'imaginació i humor per als nens d'aquestes històries tradicionals.

## Producció
Per la realització d'aquesta sèrie, Marie-France Brière va reclamar a la productora d'ALIF-les edicions de la Mediterrània (Tunísia) que conferissin a Viviane Bettaieb (responsable del departament infantil de les edicions d'ALIF) la creació d'un equip de coescenaristes. L'equip va ser franco-tunisià i va estar format per la mateixa Marie-France Brière, Viviane Bettaieb, Mohamed-Salah Bettaieb, Bruno Fourure, Shah Hamzoui i posteriorment Alain Ayroles. Aquest equip va ser l'encarregat de la creació i descripció dels escenaris, les cançons, el disseny dels personatges principals i els decorats. Així mateix, també feien un seguiment dels tallers d'Angulema. L'escriptura es realitzava entre Angulema (França) i Tunísia.
Els storyboards eren realitzats per Bruno Le Floch mentre que l'animació quedava a càrrec d'estudis estrangers. La música de les cançons fou escrita per Gérard Pullicino i la cançó de l'inici cantada per la cantant i actriu Amina Annabi. El director fou François Bureau i la directora artística Marie-France Brière amb Dominique Foucault i Dominique Le Texier com a coordinadors artístics. La sèrie va ser comercialitzada per al món sencer a través de la productora francesa Carrere Group D.A.

## Personatges[4]
- Princesa Xahrazad: Heus aquí una princesa jove, bonica, valenta i simpàtica que viu en un castell meravellós enmig de la natura, en un país que està obert a tot el món. És una adolescent que li encanta llegir i li interessen molt els descobriments científics, però el que més li agrada són les aventures que viu amb el seu geni i company inseparable, en Till. Ella és molt somiadora, i viu en un món, entre l'orient i l'occident, on sovint els somnis es confonen amb la realitat.

- Till: És un geni molt entremaliat, un elf jove que va anar a parar a la terra portat per un estel dins d'un prisma de cristall. La princesa Xahrazad el va alliberar i s'ha convertit en el seu amic de per vida. És impulsiu, juganer, molt bromista i, a més a més, té poders màgics. Es pot fer gros, petit, i es pot convertir en qualsevol cosa, però sobretot, pot portar la princesa Xahrazad a viure aventures increïbles a través del temps i de l'espai. Només li fa por una cosa: que el tornin a atrapar dins d'un recipient de cristall.

## Veus
| Personatge       | Versió francesa                              |
| ---------------- | -------------------------------------------- |
| Xahrazad         | Emmanuelle Pailly                            |
| Till             | Dimitri Rougeul (1a veu) Paul Nivet (2a veu) |
| Fahrid           | Emmanuel Curtil                              |
| Príncep Silmane  | Denis Laustriat                              |
| Veus addicionals | Luq Hamet                                    |